# Columbus Riverdragons
Columbus Riverdragons was een Amerikaanse basketbalclub uit Columbus die van 2001 tot 2005 uitkwam in de National Basketball Development League.

## Geschiedenis
De Columbus Riverdragons werden samen met de competitie opgericht in 2001. Gedurende het hele bestaan van de club was Jeff Malone de hoofdcoach en van 2001 tot 2004 was Robert Werdann assistent-coach. Gedurende hun eerste seizoen bereikte de club de halve finales van de play-offs maar verloren van de Greenville Groove. De volgende twee seizoenen werd telkens de play-offs gemist. In het seizoen 2004/05 haalde de club opnieuw de play-offs ditmaal haalde ze de finales door eerste de Roanoke Dazzle te verslaan. In de finale verloren ze van de Asheville Altitude.
In 2005 werd de club verkocht, verhuisde naar Austin en werden de Austin Toros.

## Erelijst
- NBDL Defensive Player of the Year Award: Derrick Zimmerman (2005)
- All-NBDL First Team: Tremaine Fowlkes (2002), Tang Hamilton (2003)
- All-NBDL Second Team: Nate Johnson (2003), Derrick Zimmerman (2005)

## Resultaten
| Seizoen | Wins | Verlies | Play-offs    | Coach       |
| ------- | ---- | ------- | ------------ | ----------- |
| 2001/02 | 31   | 25      | Halve finale | Jeff Malone |
| 2002/03 | 23   | 27      |              | Jeff Malone |
| 2003/04 | 18   | 28      |              | Jeff Malone |
| 2004/05 | 30   | 18      | Finale       | Jeff Malone |

## Bekende (oud-)spelers
| - Terence Morris |